# Wallern an der Trattnach
Wallern an der Trattnach (bis 1951 nur Wallern) ist eine Marktgemeinde in Oberösterreich im Bezirk Grieskirchen im Hausruckviertel mit 3123 Einwohnern (Stand 1. Jänner 2024). Die Gemeinde liegt im Gerichtsbezirk Grieskirchen.

## Geografie
Wallern an der Trattnach liegt auf um die 300 m ü. A. Die Ausdehnung beträgt von Nord nach Süd 6,2 km, von West nach Ost 4,6 km. Die Gesamtfläche beträgt 14,7 km². 10,2 % der Fläche sind bewaldet, 76,2 % der Fläche sind landwirtschaftlich genutzt.
Landschaftlich gehört die Gegend zur Raumeinheit Inn- und Hausruckviertler Hügelland.

### Gemeindegliederung
Das Gemeindegebiet umfasst folgende 18 Ortschaften (in Klammern Einwohnerzahl Stand 1. Jänner 2024):
- Bergern (242)
- Breitwiesen (259)
- Edlgassen (59)
- Furth (21)
- Grub (146)
- Haag (21)
- Hilling (55)
- Holz (38)
- Holzhäuser (39)
- Hungerberg (17)
- Kitzing (37)
- Mauer (38)
- Müllerberg (3)
- Parzham (24)
- Uttenthal (33)
- Wallern an der Trattnach (2031)
- Weghof (37)
- Winkeln (23)

Die Gemeinde besteht aus den Katastralgemeinden Mauer, Uttenthal und Wallern.
Zählsprengel sind Wallern-Zentralgebiet und Wallern-Umgebung.

### Nachbargemeinden
|                                 | St. Marienkirchen an der Polsenz (Bez. Eferding) | Scharten (Bez. Eferding)     |
| Bad Schallerbach                | Kompassrose, die auf Nachbargemeinden zeigt      | Buchkirchen (Bez. Wels-Land) |
| Pichl bei Wels (Bez. Wels-Land) | Krenglbach (Bez. Wels-Land)                      |                              |

## Geschichte

### Ortsgeschichte
Die erste urkundliche Erwähnung von Wallern geht auf das Jahr 815 zurück. In diesem Jahr schenkt der Priester Engilger seine Kirche Adwaldi an dem Flusse Dratihaha mitsamt Gütern an den Bischof Hatto von Passau. Das erste „h“ von Dratihaha in der Handschrift ist offenbar ein Schreibfehler; korrekt müsste der Name Dratinaha lauten – gesprochen „Dratin-acha“, der ‚Drat(i)n-bach‘.
Seit dem Jahr 1411 gehört die Pfarre zum Stift St. Florian. In der Reformation des 16. Jahrhunderts war der evangelische Glauben stark verbreitet, der auch nach der Gegenreformation weiterlebte. Nach der Erlassung des Toleranzpatentes 1781 wurde ein Bethaus errichtet. In den Jahren 1851/52 erfolgte die Errichtung der evangelischen Kirche, die den Namen Dreieinigkeitskirche trägt.
Die Markterhebung erfolgte am 1. Jänner 1983.

### Einwohnerentwicklung
1991 hatte die Gemeinde laut Volkszählung 2.618 Einwohner, 2001 stieg die Anzahl auf 2.865 Einwohner. Grund für diesen starken Anstieg waren eine positive Geburtenbilanz und eine positive Wanderungsbilanz. Von 2001 bis 2011 hoben sich die Abwanderungen beinahe mit der positiven Geburtenbilanz (+53) auf, sodass die Bevölkerungszahl fast konstant blieb, um dann bis 2018 auf 3.039 Personen zu wachsen.

## Kultur und Sehenswürdigkeiten
- Katholische Pfarrkirche Wallern an der Trattnach

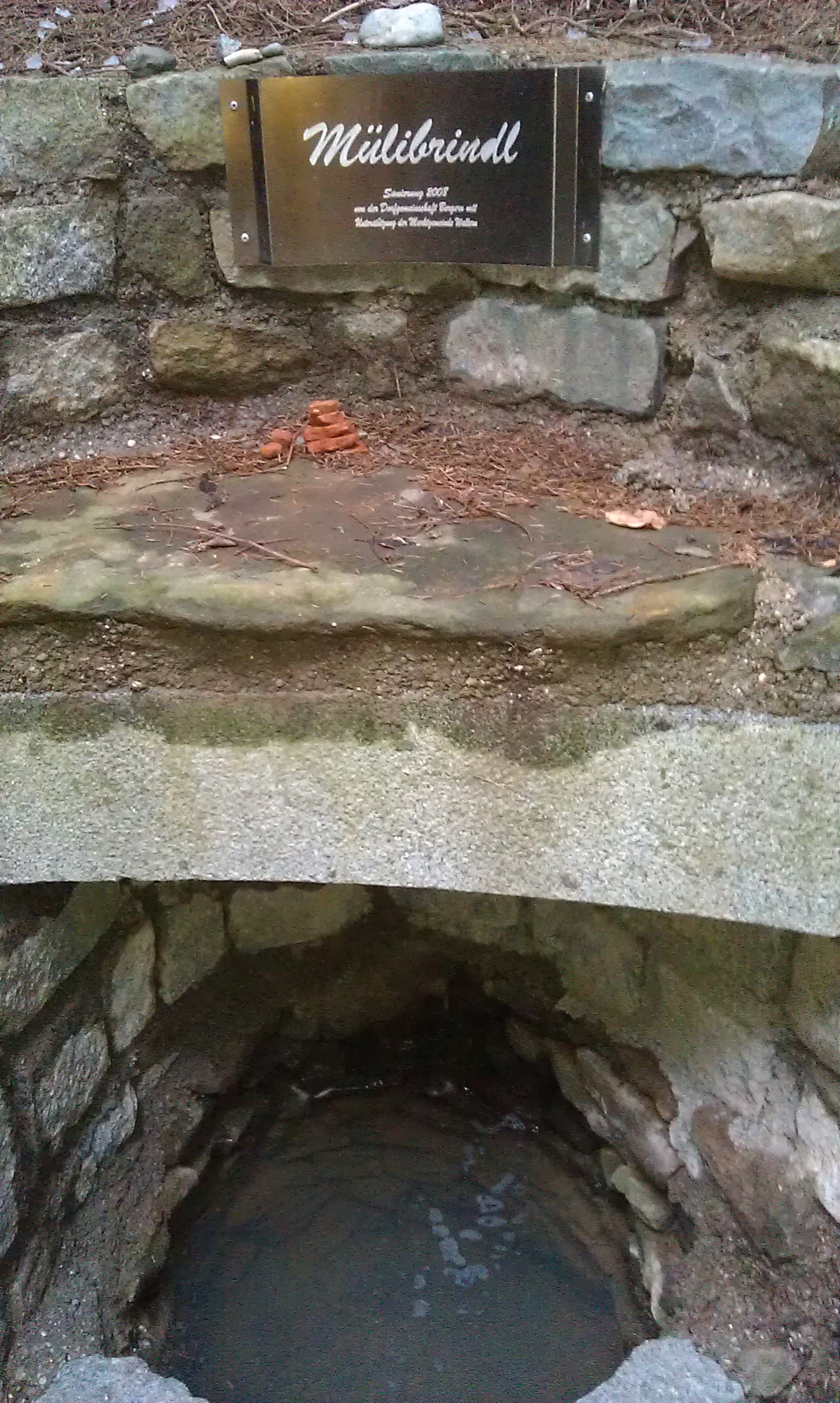
Muelibrindl

- MuelibrindlDie Engilger-Statue vor der Katholischen Pfarrkirche erinnert an die Ersterwähnung des Orts (Schenkung).
- Evangelische Pfarrkirche Wallern an der Trattnach
- Heimatmuseum Wallern: Bäuerliche Wohnkultur und Arbeitsgeräte sind der thematische Schwerpunkt des Museums. Auch eine Kopie der Urkunde über die erste Erwähnung des Ortes im Jahre 815 ist ausgestellt.[7]
- Ansitz Lindhof: Von 2005 bis 2008 ist in Wallern, von Ewald Decker und Otto Rau gestaltet, der Ansitz Lindhof entstanden. Er steht im Eigentum eines Großunternehmers und ist mit einem Gestüt und einer Landwirtschaft verbunden. Das Bauwerk mit Ehrenhof und Portikus, ein in Österreich ungewöhnliches Beispiel aktuellen Neohistorismus, ist am Stil des klassizistischen Spätbarocks um 1780–1800 orientiert.[8]

- Trattnachtal-Lehrpfad[9]: Am 2 km langen Trattnachtal-Lehrpfad werden auf 22 Schautafeln ökologische Zusammenhänge erläutert und die Tier- und Pflanzenwelt der Region vorgestellt.

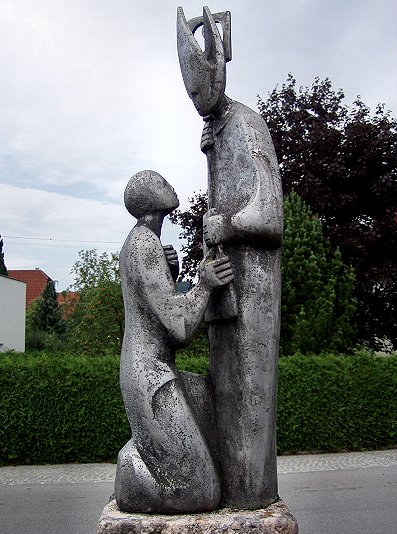
Engilger-Statue von Erwin Burgstaller (1990)
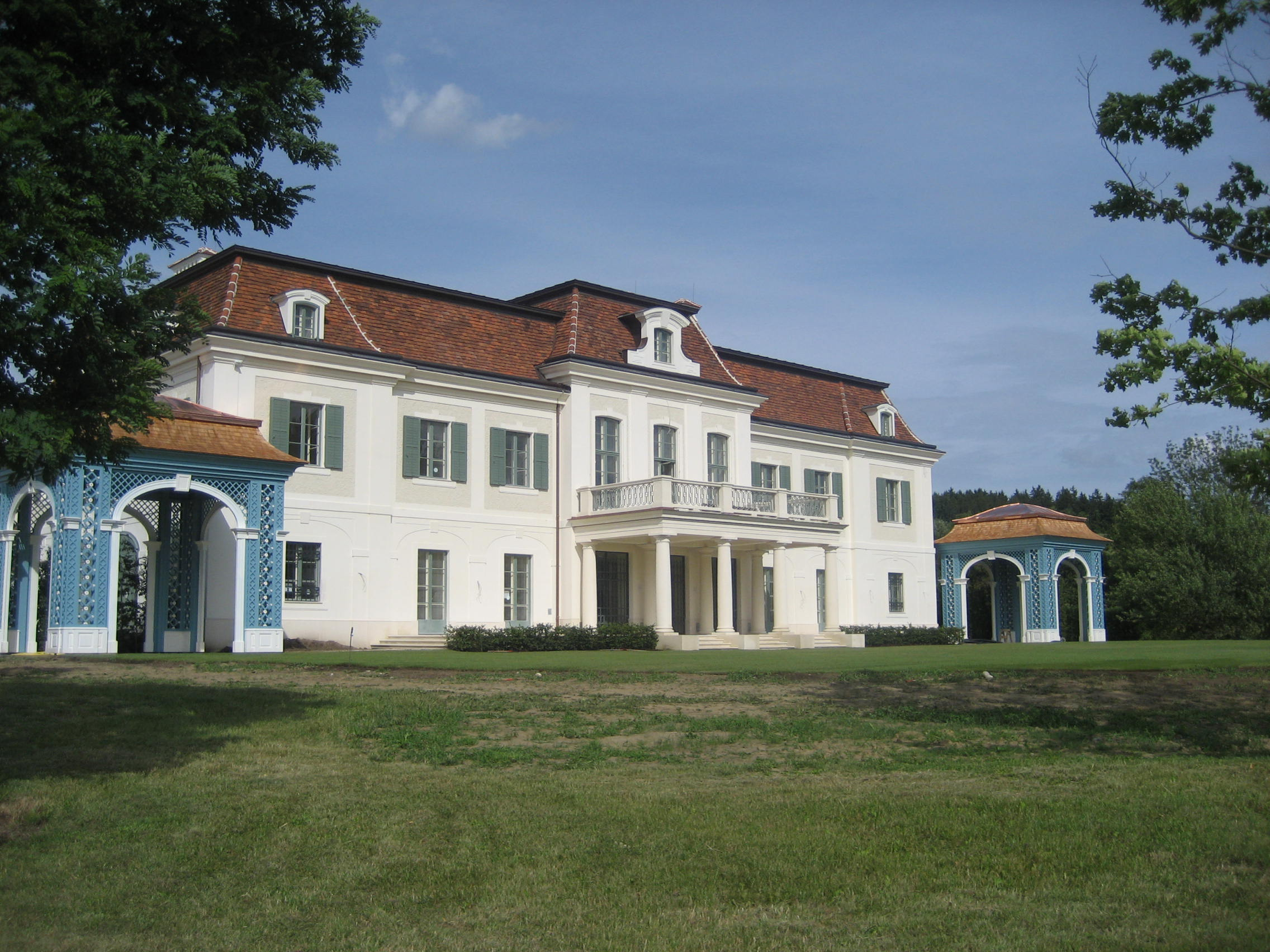
Lindhof
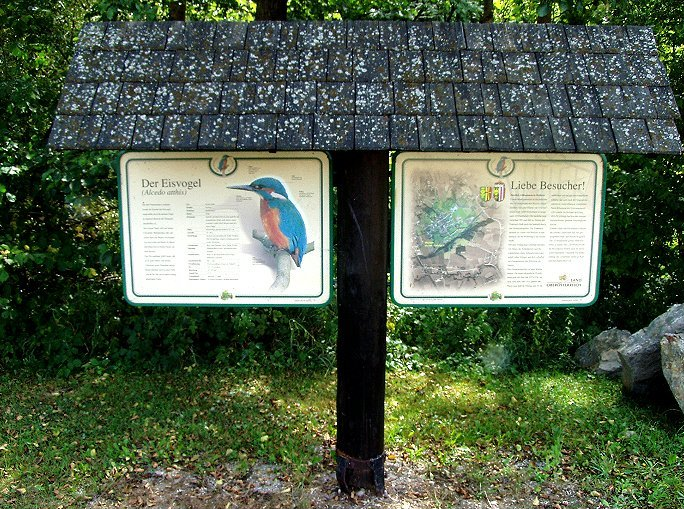
Trattnachtal-Lehrpfad

## Wirtschaft und Infrastruktur
- Freiwillige Feuerwehr Wallern[10]
- Bahnhof Bad Schallerbach-Wallern an der Bahnstrecke Wels–Passau.
- Siedlerverein Krenglbach-Wallern[11]
- Bogensport Wallern[12]
- SV-Wallern[13]

## Bildung
- Volksschule Wallern[14]
- Kindergarten[15]
- Krabbelstube[16]
- Bibliothek[17]

## Firmen
(Quelle: )
- Zauner Group[19]
- Binder Industrieanlagenbau[20]
- Kreuzmayr Maschinenbau GmbH[21]

## Politik

### Gemeinderat
Der Gemeinderat hat 25 Mitglieder.
- Mit den Gemeinderats- und Bürgermeisterwahlen in Oberösterreich 2003 hatte der Gemeinderat folgende Verteilung: 13 ÖVP, 10 SPÖ und 2 FPÖ.
- Mit den Gemeinderats- und Bürgermeisterwahlen in Oberösterreich 2009 hatte der Gemeinderat folgende Verteilung: 13 ÖVP, 9 SPÖ und 3 FPÖ.
- Mit den Gemeinderats- und Bürgermeisterwahlen in Oberösterreich 2015 hatte der Gemeinderat folgende Verteilung: 11 ÖVP, 6 FPÖ, 5 SPÖ und 3 GRÜNE.[22]
- Mit den Gemeinderats- und Bürgermeisterwahlen in Oberösterreich 2021 hat der Gemeinderat folgende Verteilung: 9 ÖVP, 7 FPÖ, 5 SPÖ und 4 GRÜNE.[23]

### Pool- und Teichgebühren
Die Gemeinde hat 2016 beschlossen, eine Gebühr für Swimmingpool-Besitzer einzuführen. Da sich das Füllen der Pools auf wenige Tage (Mitte April/Anfang Mai) im Jahr konzentriert, wodurch der Wasserverbrauch sich in dieser Zeit vervierfacht, muss die Gemeinde Wasser in dieser Zeit statt um 1 €/m³ zum fünffachen Preis kaufen. Besitzern von Schwimmbecken mit über 7 m² Schwimmfläche sollen pro Quadratmeter eine zusätzliche Jahresgebühr entrichten. Für Schwimmteiche, die ja in der Regel das ganze Jahr über befüllt bleiben, gibt es eine ermäßigte Gebühr.

### Bürgermeister
- bis 2008 Friedrich Schlager (ÖVP)
- 2008–2021 Franz Kieslinger (ÖVP)[26][27]
- seit 2021: Dominik Richtsteiger (ÖVP)[28]

### Wappen
Blasonierung:
Gespalten; rechts in Grün ein goldenes Eichenblatt, links gespalten von Gold und Rot mit einem anstoßenden Tatzenkreuz in gewechselten Farben.
Die Gemeindefarben sind Rot-Gelb-Grün.
Das in gewechselten Farben wiedergegebene Tatzenkreuz vertritt das Stift St. Florian, das die schon im Jahre 815 bezeugte Kirche von Wallern 1151 übernommen hat, kann aber auch als Sinnbild für das Wirken der katholischen und der evangelischen Pfarrgemeinde in ökumenischem Geist gelten. Das Eichenblatt soll den Ortsnamen („bei den Leuten am Walde“) symbolisieren.

### Gemeindepartnerschaften
- Pressig (Bayern, Deutschland), seit 1984

- Wallern im Burgenland, seit 1996
- Volary (Böhmerwald, Tschechische Republik), seit 1996[30]

## Persönlichkeiten

### Söhne und Töchter der Gemeinde
- Jakob Ernst Koch (1797–1856), evangelischer Pfarrer, Verwalter der Superintendentur A. B. Oberösterreich
- Jakob Ernst Koch (1836–1907), evangelischer Pfarrer, Superintendent der Diözese der Kronländer Oberösterreich, Salzburg und Tirol
- Josef Friedrich Koch (1838–1929), evangelischer Pfarrer, Superintendent der Diözese der Kronländer Oberösterreich, Salzburg und Tirol
- August Georg Koch (1844–1928), Geistlicher, Senior des Unterländer Seniorats der evangelischen Kirche
- Gustav Adolf Koch (1846–1921), Geologe
- Jakob Ernst Koch (1865–1947), evangelischer Pfarrer, Superintendent der Intendentur A. B. Oberösterreich
- Leopold Brandstätter (1915–1968), Esoteriker
- Johannes Dantine (1938–1999), evangelisch-lutherischer Theologe
- Ernst Ottensamer (1955–2017), Klarinettist, u. a. bei den Wiener Philharmonikern
- Roland Huspek (1971*) Fußballspieler des ehm. VK Voest Linz, ASKÖ Pasching, Admira Wacker[31]

### Mit der Gemeinde verbunden
- Anton Schlager (1921–1997), Landwirt, Politiker und Abgeordneter zum Nationalrat